# Murtosaari (ö i Södra Savolax, Nyslott, lat 62,20, long 28,90)
Murtosaari är en ö i Finland. Den ligger i sjön Enonvesi och i kommunen Enonkoski i den ekonomiska regionen  Nyslotts ekonomiska region  och landskapet Södra Savolax, i den sydöstra delen av landet, 300 km nordost om huvudstaden Helsingfors. Öns area är 8,2 hektar och dess största längd är 480 meter i sydöst-nordvästlig riktning.